# Kościół Matki Bożej Nieustającej Pomocy w Buczu
Kościół Matki Bożej Nieustającej Pomocy w Buczu – rzymskokatolicki kościół parafialny znajdujący się w Buczu w powiecie brzeskim województwa małopolskiego.
Kościół powstał w latach 1946–1947 według projektu Adolfa Szyszko-Bohusza. 15 sierpnia 1959 roku został konsekrowany przez biskupa pomocniczego diecezji tarnowskiej Karola Pękalę.
Świątynie wzniesiono z cegły nawiązując do stylu neogotyckiego. Jest to budowla trzynawowa z mniejszym prezbiterium, zamkniętym trójbocznie. Po lewej stronie prezbiterium stoi kaplica, a po prawej zakrystia z emporą. Nawa nakryta jest wysokim dachem siodłowym, ze schodkowym szczytem od zachodu i wieżyczką na sygnaturkę w stylu barokowym, a nad nawami bocznymi i przybudówkami dachy są pulpitowe.
Wewnątrz nawy głównej i prezbiterium strop jest kasetonowy, stropy naw bocznych są niższe, płaskie. Na ścianie prezbiterium namalowano Matkę Bożą Częstochowską w otoczeniu aniołów, a na dole są ukazani święci i błogosławieni polscy. Wokół dostrzec można ilustracje Litanii Loretańskiej. Polichromia powstała w 1958 roku i jest dziełem Pawła Mitki.
W kościele znajdują się trzy ołtarze neobarokowe wykonane w 1955 roku przez Wojciecha Adamka. W ołtarzu głównym znajduje się obraz Matki Bożej Nieustającej Pomocy i św. Stanisława na zasuwie, a w zwieńczeniu ołtarza obraz Koronacji Najwiotszej Marii Panny. W ołtarzu umieszczono figury św. Stanisława Biskupa i św. Kazimierza Królewicza. Witraże w prezbiterium przedstawiają Matkę Bożą i Serce Pana Jezusa. Zostały ufundowane przez parafian jako wotum wdzięczności za ocalenie z II wojny światowej.
Po lewej stronie jest kaplica Serca Pana Jezusa. Na ścianie w kaplicy wykonano polichromię przedstawiającą nadanie stygmatów św. Franciszkowi z Asyżu oraz objawienie Serca Bożego św. Małgorzacie Marii Alacouque, po przeciwnej stronie na ścianie w kaplicy wypisano 12 obietnic Najświętszego Serca Pana Jezusa. Pomiędzy kaplicą a prezbiterium stoi drewniana chrzcielnica ozdobna z misą miedzianą na wodę.
W takim samym stylu utrzymana jest drewniana ambona z rzeźbami czterech ewangelistów. Po prawej stronie znajduje się ołtarz św. Józefa.
W kościele w Buczu zabytkowy jest też prospekt organowy, neobarokowy i kamienna kropielnica w przedsionku z gotyckim maswerkiem.
W 1993 roku odnowiono polichromię wnętrza i przeprowadzono gruntowną renowację ołtarzy, a w 1995 roku zakończono remont organów i zakupiono 82 nowe piszczałki.